# Trojzubec

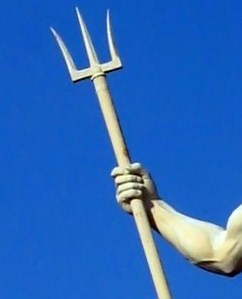
Poseidónův trojzubec

Trojzubec je kopí se třemi hroty. Název je kalk z latinského tridens. V minulosti byl používán především k lovu ryb a mořských savců, ale i při sběru mořských hub. Někdy byl také užíván jako zbraň, například v Koreji, kde byl znám jako dangpa, byl oblíbenou zbraní mistrů bojového umění a palácových stráží. Známé je hlavně jeho využití v gladiátorském cirku v době Římské říše, kdy jim býval vyzbrojen gladiátor zvaný retiarius.

## Symbolika
Z využití při lovu ryb pochází trojzubec jako atribut mořského boha Poseidóna. V hinduistické mytologii je trojzubec, nazývaný trišura, symbolem boha Šivy. Ukrajinský státní znak používá zvláštní verzi trojzubce ukrajinsky zvanou tryzub. Trojzubec je i na barbadoské vlajce. Stylizovaný trojzubec, inspirovaný Neptunovou kašnou v Bologni má ve znaku italská automobilka Maserati.

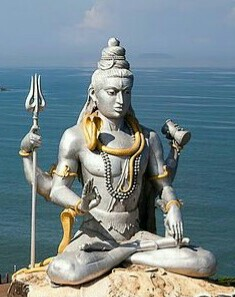
Šiva s trojzubcem
Barbadoská vlajka
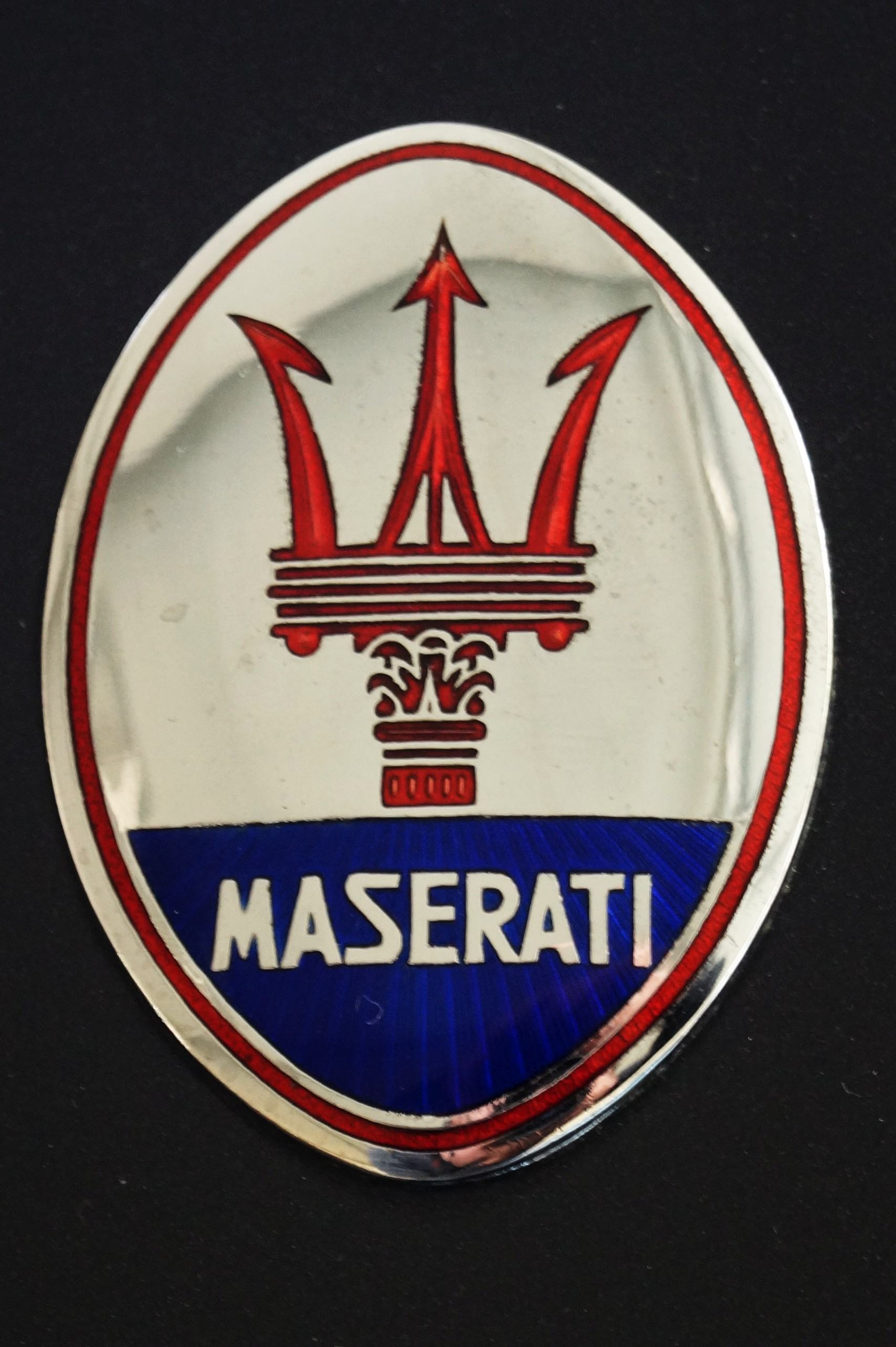
Logo Maserati